# ويسلي فوفانا
ويسلي تيجان فوفانا (بالفرنسية: Wesley Tidjan Fofana)‏ (مواليد 17 ديسمبر 2000 في مارسيليا، فرنسا) هو لاعب كرة قدم فرنسي يلعب في مركز قلب الدفاع مع نادي تشيلسي في الدوري الإنجليزي الممتاز.

## روابط خارجية
- ويسلي فوفانا على موقع الاتحاد الأوربي (الإنجليزية)
- ويسلي فوفانا على موقع رابطة كرة القدم الفرنسية للمحترفين (الإنجليزية)
- ويسلي فوفانا على موقع إي إس بي إن إف سي (الإنجليزية)
- ويسلي فوفانا على موقع قاعدة بيانات كرة القدم.إي يو (الإنجليزية)
- ويسلي فوفانا على موقع ليكيب (الفرنسية)
- ويسلي فوفانا على موقع ناشيونال فوتبول تيمز (الإنجليزية)
- ويسلي فوفانا على موقع Soccerbase.com (لاعب) (الإنجليزية)
- ويسلي فوفانا على موقع Soccerway.com (الإنجليزية)
- ويسلي فوفانا على موقع عالم كرة القدم.نت (الإنجليزية)
- ويسلي فوفانا على موقع AS.com (الإسبانية)